# Пролећна изложба УЛУС-а (2014)
Пролећна изложба УЛУС-а (2014), одржана у периоду од 14. априла до 3. маја 2014. године. Изложба је представљена у галеријском простору Удружења ликовних уметника Србије, односно у Уметничком павиљону "Цвијета Зузорић" у Београду.

## Уметнички савет УЛУС-а
- Милан Сташевић
- Иван Грачнер
- Ранка Лучић Јанковић
- Милош Ђорђевић
- Маја Бегановић
- Јулијана Протић

## Излагачи
1. Милица Антонијевић
2. Ђорђе Аралица
3. Арион Аслани
4. Милена Белензада
5. Јована Бранковић
6. Драгана Вујић
7. Наташа Будимлија
8. Оливера Гаврић Павић
9. Мила Гвардиол
10. Небојша Глигорић
11. Данијела Грачнер
12. Марио Ђиковић
13. Јелена Дојчиновић
14. Олга Ђорђевић
15. Предраг Ђукић
16. Весна Ђуричић
17. Ивана Живић Јерковић
18. Стефан Живковић
19. Јована Живчић
20. Ненад Зељић
21. Немања Јовичић
22. Драгана Јокић
23. Горски Кабадаја
24. Ивана Калезић
25. Бранимир Карановић
26. Миа Кешељ
27. Марија Кнежевић
28. Милинко Коковић
29. Зоран Кричка
30. Јована Кривокућа
31. Бојан Крстић
32. Јелена Крстић
33. Владислава Крстић
34. Славко Крунић
35. Зоран Круљ
36. Радован Кузмановић
37. Мирослав Лазовић
38. Владимир Д. Лалић
39. Владимир Р. Лалић
40. Светтислав Лудошки
41. Драган Марковић Маркус
42. Раде Марковић
43. Горица Милетић Омчикус
44. Здравко Милинковић
45. Марија Милинковић
46. Вукашин Миловић
47. Далибор Милојковић
48. Љиљана Мићовић Сабљић
49. Миодраг Млађовић
50. Даниела Морариу
51. Доминика Морариу
52. Петар Мошић
53. Марта Николић
54. Сара Николић
55. Миливоје Новаковић Кањош
56. Маријана Оро
57. Никола Пантовић
58. Јосипа Пепа Пашћан
59. Снежана Перовић
60. Владимир Петровић
61. Димитрије Пецић
62. Ана Пиљић Митровић
63. Маријана Поповић
64. Софија Поповић
65. Ставрос Поптсис
66. Богдан Прица
67. Симонида Радоњић
68. Мина Ракиџић
69. Милица Ракоњац
70. Владимир Ранковић
71. Едвина Романовић Худечкова
72. Свјетлана Салић Митровић
73. Марија Сибиновић
74. Наталија Симеоновић
75. Сања Сремац
76. Драгана Станаћев Пуача
77. Милена Станисављевић
78. Миодраг Станишић
79. Ђорђе Станојевић
80. Стефан Станковић Перић
81. Мирјана Стојковић Мит
82. Божо Терзић
83. Тијана Сташевић
84. Даница Тешић
85. Томислав Тодоровић
86. Станка Тодоровић
87. Мирјана Томашевић
88. Вук Ћук
89. Бошко Филиповић
90. Владимир Ћурчин
91. Тијана Фишић
92. Тамара Цветић
93. Драган Цветковић
94. Ана Церовић
95. Зоран Чалија
96. Гордана Чекић
97. Деспина Четник Црнчевић
98. Наташа Шкорић